# Perfect Dark
Perfect Dark es un videojuego de disparos en primera persona de 2000 desarrollado y publicado por Rare para Nintendo 64. Es el primer juego de la serie Perfect Dark y sigue a Joanna Dark, una agente del centro de investigación del Instituto Carrington, mientras intenta detener una conspiración extraterrestre por una corporación rival llamada dataDyne. Presenta un modo de campaña en el que el jugador debe completar una serie de niveles para avanzar en la historia, así como una variedad de opciones multijugador, que incluyen un modo cooperativo y configuraciones tradicionales de combate a muerte con bots controlados por computadora.
Como sucesor espiritual del título de disparos en primera persona GoldenEye 007 (1997), Perfect Dark comparte muchas características con su predecesor y se ejecuta en una versión mejorada de su motor de juego. El director de GoldenEye 007, Martin Hollis, dirigió la producción del juego durante los primeros catorce meses de su ciclo de desarrollo de casi tres años antes de dejar Rare para dedicarse a otros intereses. Es uno de los títulos técnicamente más avanzados para Nintendo 64 y requiere un Expansion Pak para acceder al modo campaña y la mayoría de las funciones multijugador. Poco antes del lanzamiento del juego, se eliminó una función que habría permitido a los jugadores colocar una fotografía de su elección en la cara de su personaje multijugador debido a problemas delicados relacionados con la capacidad de atacar imágenes de personas reales.
Tras su lanzamiento, Perfect Dark recibió elogios de la crítica y se vendió relativamente bien, y finalmente se unió a la selección de juegos «Player's Choice» de Nintendo. Los críticos elogiaron ampliamente sus gráficos, inteligencia artificial y la cantidad de opciones multijugador, pero algunos desaprobaron su velocidad de fotogramas inconsistente. Recibió el premio BAFTA Interactive Entertainment Moving Images Award en 2000 y el premio Golden Satellite al mejor producto interactivo en 2001. El juego se cita ocasionalmente como uno de los mejores videojuegos de todos los tiempos. Se complementó con una contraparte de Game Boy Color, que permite desbloquear algunas opciones de juego alternativamente a través de un Transfer Pak. En 2010 se lanzó una remasterización, también titulada Perfect Dark, con gráficos mejorados y multijugador en línea, para Xbox 360. El juego se relanzó en Nintendo Switch Online + Expansion Pack a través de la aplicación Mature 17+ en junio de 2024.

## Jugabilidad

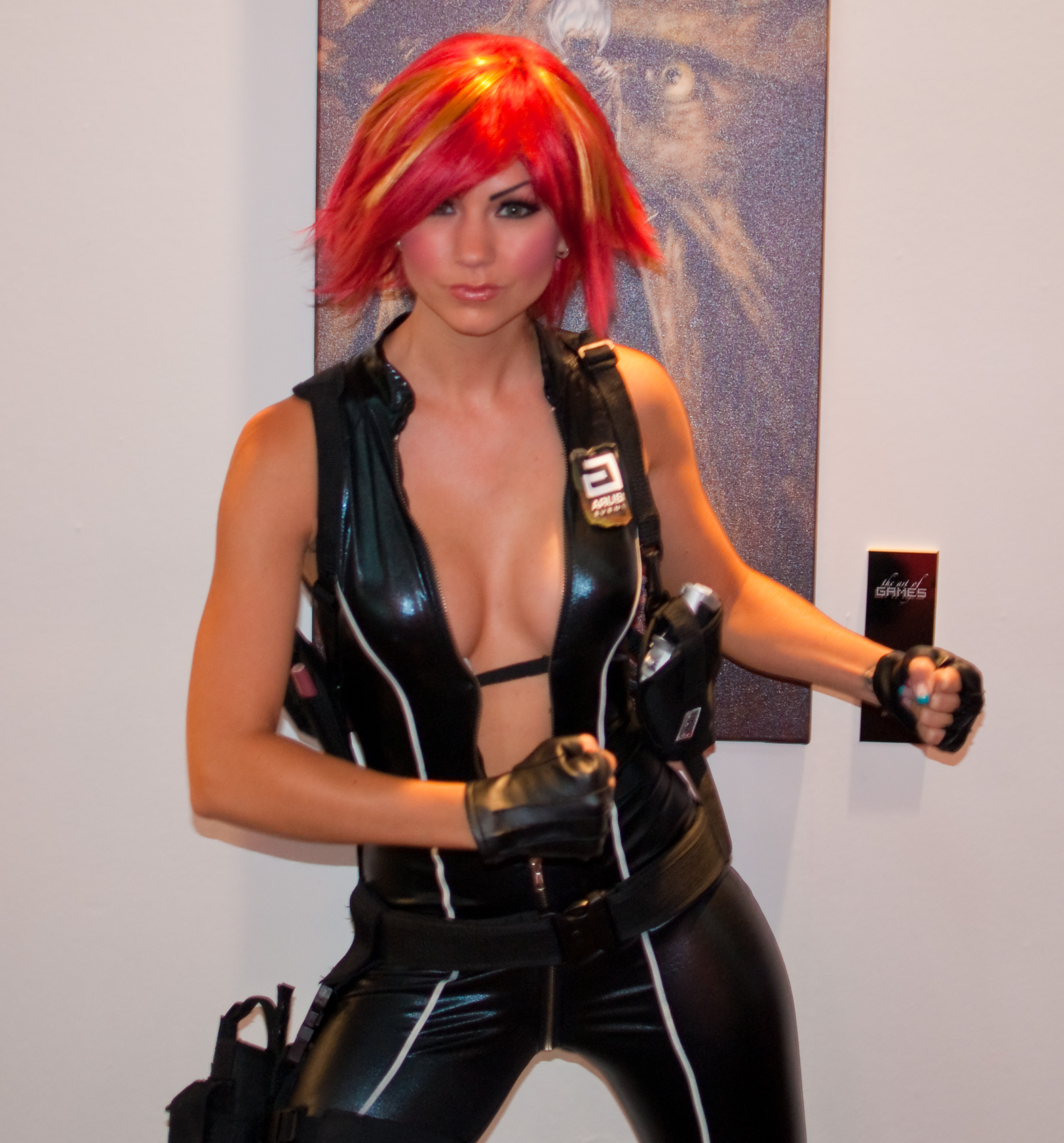
El jugador controla a Joanna Dark, una agente del centro de investigación del Instituto Carrington, que intenta detener una conspiración extraterrestre llamada dataDyne. En la imagen, un cosplay del personaje

Perfect Dark es un videojuego de disparos en primera persona en el que los jugadores completan niveles para desbloquear contenido y progresar en la historia. Maniobran a su personaje desde una perspectiva en primera persona y tienen la capacidad de inclinarse hacia la izquierda o hacia la derecha, mirar arriba o abajo, agacharse, gatear y tirarse desde la mayoría de las repisas; no hay capacidad de salto. La interacción con el entorno se realiza a través de un solo botón sensible al contexto, que puede activar computadoras, operar ascensores y abrir puertas. S puede llevar una cantidad ilimitada de armas, desde pistolas hasta rifles de asalto, lanzacohetes, una escopeta, un rifle de francotirador y cuchillos de combate. Además de su modo principal de disparo, las armas tienen una función secundaria que permite un modo de disparo alternativo u otorga habilidades especiales. Por ejemplo, la función secundaria del rifle de asalto K7 Avenger detecta amenazas como artefactos explosivos. La mayoría de las armas tienen un cargador finito y deben recargarse después de una cierta cantidad de disparos. Algunos se pueden usar por duplicado, uno en cada mano.
Los jugadores tienen una cierta cantidad de salud que disminuye cuando son atacados por oponentes. Aunque el juego no cuenta con elementos de recuperación de salud, pueden recoger escudos que los protegen con una barra de salud secundaria. Además, los jugadores y los oponentes pueden desarmarse entre sí a corta distancia, y los primeros pueden usar esta función para robar armas o dejar inconscientes a los enemigos. El daño recibido durante el combate se basa en la ubicación, con un disparo en el torso que causa más daño que un disparo en una extremidad. Se pueden realizar varios tutoriales y actividades de capacitación en el nivel de inicio del juego. El más notable de estos es el campo de tiro, donde se puede probar la habilidad con las armas en desafíos individuales. Además de las actividades de entrenamiento, pueden encontrar información sobre las ubicaciones y los personajes, que se desbloquean gradualmente a medida que completan los niveles.

### Campaña
Perfect Dark presenta un modo de campaña en el que un solo jugador controla a la protagonista del juego, Joanna Dark, a través de una serie de niveles reunidos en misiones. En cada nivel, debe completar una serie de objetivos mientras los oponentes controlados por la inteligencia artificial del juego intentan obstaculizar el progreso del jugador. Los objetivos generalmente requieren la recuperación y el uso de dispositivos de alta tecnología como gafas de visión nocturna o decodificadores de puertas. El jugador tiene libertad en cuanto a cómo abordar los encuentros y muchos objetivos se pueden completar en un orden no lineal. El sigilo es un elemento importante del juego porque el jugador puede matar a los oponentes sin ser visto o pasar desapercibido usando disfraces. Si Joanna falla en un objetivo o su salud se agota por completo, el jugador debe comenzar el nivel nuevamente desde el principio.
Cada nivel se puede jugar en tres niveles de dificultad distintos. Estos afectan aspectos como la cantidad de objetivos que se deben completar, el daño recibido de los oponentes, la efectividad de la asistencia opcional para apuntar del juego y la disponibilidad de municiones y escudos protectores. Se pueden desbloquear cuatro niveles de bonificación al completar la campaña en cada nivel de dificultad y todos los desafíos en el campo de tiro. Algunos de estos niveles de bonificación permiten al jugador asumir el papel de un personaje diferente. Si se han completado todos los niveles en la dificultad más alta, se vuelve disponible una configuración adicional que le permite personalizar varios aspectos de los oponentes del juego, como su salud, la precisión de puntería y el daño que infligen. El jugador puede desbloquear trucos completando niveles dentro de un límite de tiempo determinado.
La campaña incluye un modo cooperativo, que permite que uno o dos jugadores y hasta cuatro bots controlados por computadora aborden un nivel juntos. Si juegan dos jugadores, el juego divide la pantalla horizontal o verticalmente. Las opciones como el fuego amigo se pueden desactivar y solo se requiere un jugador para sobrevivir un nivel. Se incluye un modo «Contraoperativo», que le permite jugar un nivel como Joanna, en tanto que otro asume el papel de un oponente mientras intenta detenerla. El oponente controlado por el jugador tiene menos salud que Joanna, pero reaparecerá como otro oponente cuando sea derrotado. El jugador contrario puede elegir tomar el control de otro oponente en cualquier momento al tragar una píldora suicida.

### Multijugador
Perfect Dark presenta un modo multijugador en el que hasta cuatro jugadores y ocho bots controlados por computadora pueden competir entre sí en diferentes arenas. Se utiliza una pantalla dividida para varios jugadores, quienes comienzan un juego desarmados y con cierta cantidad de salud. Las armas y municiones se colocan alrededor de la arena en posiciones preestablecidas. Una vez que un jugador muere, se regenera desarmado en otra parte de la arena. El objetivo de cada juego está determinado por el escenario que se está jugando. Los escenarios van desde el modo tradicional de combate a muerte, en el que los jugadores ganan puntos al matar a los oponentes, hasta modos basados en objetivos, como Capturar la bandera y Rey de la colina. Otros escenarios incluyen Hold the Briefcase, en el que deben tomar un maletín y sobrevivir con él el mayor tiempo posible, y Hacker Central, un tipo de juego en el que ganan puntos pirateando un sistema informático mediante un dispositivo de enlace ascendente de datos.
Los aspectos de un juego multijugador se pueden personalizar mucho, incluida la arena elegida, las condiciones ganadoras y la capacidad de elegir qué armas y elementos aparecen en la arena. Los jugadores pueden agruparse en equipos o competir individualmente y, opcionalmente, pueden mostrarse coloreados según su equipo. La apariencia, la afiliación al equipo, el nivel de habilidad y los comportamientos preestablecidos de cada bot controlado por computadora se pueden personalizar. Los comportamientos preestablecidos van desde perseguir al jugador con la puntuación más alta hasta perseguir exclusivamente al que los mató en último lugar. Otros comportamientos restringen a los bots para que solo ataquen a los jugadores usando puños y movimientos de desarme. En niveles de habilidad más altos, los bots realizan acciones a un nivel sobrehumano. Los jugadores pueden emitir comandos a los bots de su equipo para realizar ciertas tareas; por ejemplo, uno puede ordenar a un bot aliado que defienda un área o ataque a un oponente designado.
El modo multijugador incluye treinta desafíos preestablecidos contra bots que pueden ser abordados por uno o más jugadores. Estos desafíos cubren una variedad de tipos de juegos, arreglos de armas y configuraciones de niveles. Al completar desafíos, se desbloquean características adicionales como nuevas armas, modelos de jugadores y comportamientos de bots. Al final de un partido, se muestran los resultados generales, junto con información sobre el desempeño de los jugadores individuales. El juego realiza un seguimiento de las estadísticas, como el daño infligido y la distancia recorrida, y premia a aquellos con medallas según su desempeño. Los jugadores se clasifican según su rendimiento; cuanto mejor sea el rendimiento, mayor será la calificación. El progreso general del jugador, las configuraciones multijugador y los perfiles de los personajes se pueden guardar en el cartucho de juego de Nintendo 64 o en un Controller Pak. El juego también es compatible con el Rumble Pak.

## Trama
Perfect Dark está ambientado en un 2023 alternativo con el telón de fondo de una guerra interestelar entre dos razas alienígenas: los Maians, que se asemejan al arquetípico alienígena gris, y los Skedar, criaturas parecidas a reptiles que usan un dispositivo de camuflaje para parecer humanos. En la Tierra, existe una rivalidad constante entre dos empresas: el Instituto Carrington, un centro de investigación fundado por Daniel Carrington que opera en secreto un grupo de espionaje aliado con los Maians; y dataDyne, una corporación contratista de defensa encabezada por Cassandra de Vries. A cambio de crear una IA con habilidades para descifrar códigos para acceder a una antigua nave espacial alienígena en el fondo del Océano Pacífico, los Skedar aceptan proporcionar a dataDyne suficiente tecnología alienígena para convertirse en la corporación más grande de la Tierra.
El jugador interpreta a Joanna Dark, una agente del Instituto Carrington cuyas excelentes puntuaciones en el entrenamiento le han valido el nombre en clave «Perfect Dark». En su primera misión, la envían a extraer a un desertor conocido como Dr. Caroll de un laboratorio de dataDyne. Se revela que el Dr. Caroll es la IA creada por dataDyne y está preocupado por la misión para la que había sido diseñado. Después de la extracción, los soldados de dataDyne mantienen cautivo a Carrington en su villa privada. Cuando Joanna lo rescata, se le informa que el Dr. Caroll ha sido llevado a un frente de dataDyne en Chicago. Allí, se entera de que Cassandra, el director de la NSA Trent Easton y un hombre misterioso conocido como el Sr. Blonde planean secuestrar al presidente de los Estados Unidos para tener acceso a un barco de investigación en aguas profundas llamado Pelagic II. Aunque el presidente está en peligro, Carrington alerta a Joanna que una nave de Maian fue derribada cerca del Área 51 y la envía a rescatar a un protector de Maian llamado Elvis.
Debido a que el presidente de los Estados Unidos se niega a darle a dataDyne el Pelagic II, la NSA envía un equipo de ataque para matarlo y reemplazarlo con un clon creado por dataDyne. El equipo de ataque invade la base aérea desde donde partirá el Air Force One. Cuando Joanna frustra este ataque, la NSA y un grupo de Skedar encapuchados se hacen cargo del avión, que se estrella después de que Joanna intenta separar una nave unida a él. Tras sobrevivir al accidente, Joanna elimina al clon del presidente y rescata al real. La incompetencia de Trent enfurece al Sr. Blonde, quien lo mata después de desactivar su dispositivo de camuflaje. Sin otras opciones, dataDyne secuestra el Pelagic II para llegar a la antigua nave espacial. Sin embargo, sin el conocimiento de dataDyne, la nave espacial contiene un arma poderosa capaz de destruir un planeta y los Skedar tienen la intención de probarla en la Tierra antes de usarla contra el mundo natal de Maian.
Joanna y Elvis siguen a dataDyne hasta la antigua nave espacial, donde encuentran a un Dr. Caroll reprogramado rompiendo el arma. Joanna reemplaza su personalidad actual con una copia de seguridad del original, y el Dr. Carroll restaurado configura el arma para que se autodestruya. Mientras Carrington y Joanna se preparan para una recepción presidencial, los Skedar asaltan el Instituto Carrington y capturan a Joanna. En el espacio, a bordo de una nave extraterrestre que se dirige al mundo natal de Skedar, ella se encuentra en una celda de detención con Cassandra. Sintiendo que ha sido utilizada, Cassandra se redime haciendo una distracción y sacrificándose, por lo que libera a Joanna y le da la oportunidad de vengarse. Con la ayuda de Elvis, toma el control de la nave espacial y aterriza en el mundo natal de los Skedar, donde finalmente derrota al líder Skedar y a los Skedar en desorden. El juego termina con Elvis y Joanna abandonando el planeta justo antes de un bombardeo orbital de la marina de Maian.

## Desarrollo

### Concepto y diseño
Perfect Dark fue desarrollado por Rare y originalmente dirigido por Martin Hollis como un sucesor espiritual del shooter en primera persona de 1997 de la compañía, GoldenEye 007. Poco después del lanzamiento de GoldenEye 007, Rare planeaba trabajar en un juego basado en la secuela de GoldenEye Tomorrow Never Dies, pero Electronic Arts superó la oferta de la compañía, que lanzaría su adaptación de videojuego en 1999. El resultado no molestó a los desarrolladores, quienes sintieron que ya habían pasado demasiado tiempo inmersos en el universo de James Bond. Los títulos de trabajo para el nuevo proyecto incluían «Covert Ops» y «Alien Intelligence» antes de que se decidieran las palabras «Perfect Dark». La palabra «Dark» fue elegida por su asociación con el sombrío enfoque del juego en matar. Hollis notó similitudes en los nombres con el juego de disparos en primera persona Black de Criterion Games de 2006: «A los desarrolladores de juegos les gusta el negro, el nihilismo, los futuros distópicos, el número cero, el infinito, las esferas, la perfección, todo ese tipo de cosas». El símbolo de doble barra en el logotipo del juego se inspiró en el sistema de escritura japonés, mientras que la mala gramática de la frase «Perfect Dark» alude parcialmente al afecto de Hollis por la forma en que los desarrolladores japoneses usan las palabras en inglés en sus propios juegos y productos.
El escenario de ciencia ficción del juego fue elegido debido al interés de los desarrolladores en el género. La serie de televisión The X-Files inspiró la incorporación de un personaje extraterrestre gris y la premisa de que se investiga a los extraterrestres. Otras influencias en el escenario, el tema y la trama incluyeron teorías de conspiración y obras como el manga Ghost in the Shell, los cómics de Elektra, las películas Blade Runner y Judge Dredd, y la escritura del autor Philip K. Dick. Hollis y el diseñador David Doak eligieron escenarios distópicos arquitectónicos e impresionantes de ciencia ficción; luego se construyó la trama alrededor de estos lugares. Por ejemplo, el primer nivel tiene lugar en un rascacielos que el artista principal Karl Hilton siempre había querido construir y presenta entornos realistas como escaleras de servicio y un área exterior que se puede explorar. Aunque el juego presenta un nuevo universo ficticio, todavía se concibió como un tirador de espías como GoldenEye 007. Los deseos de los desarrolladores de ampliar su mecánica de sigilo, junto con su admiración por el juego de sigilo Metal Gear Solid de 1998, llevaron a la creación de dispositivos como CamSpy y el dispositivo de enlace de datos.
La decisión de hacer que el personaje central fuera una mujer fue parte de la creencia de Hollis de que debería haber más juegos protagonizados por mujeres, considerando el hecho de que GoldenEye 007 ya estaba protagonizado por un hombre. Con este fin, el equipo creó a Joanna Dark, influenciada por varias heroínas ficticias: Kim Kimberly del juego de ficción interactivo Snowball de 1983, la seductora espía Agente X-27 en la película Dishonored de 1931, la mujer fatal homónima de la película La Femme Nikita y la agente del FBI Dana Scully de The X-Files. El nombre «Joanna Dark» se tomó de la pronunciación francesa de Juana de Arco como «Jeanne d'Arc», mientras que el nombre de la empresa del juego dataDyne se inspiró en Yoyodyne de la novela de 1965 The Crying of Lot 49 de Thomas Pynchon. El diseño del nivel del Air Force One se inspiró en la película de 1997 del mismo nombre porque era el único material de referencia que tenía el equipo. En el modo Counter-Operative del juego, la idea de que el jugador contrario puede tomar el control de otro oponente en cualquier momento se inspiró en la película The Matrix de 1999, donde los agentes pueden reaparecer como otra persona en la realidad simulada de la película.

### Producción

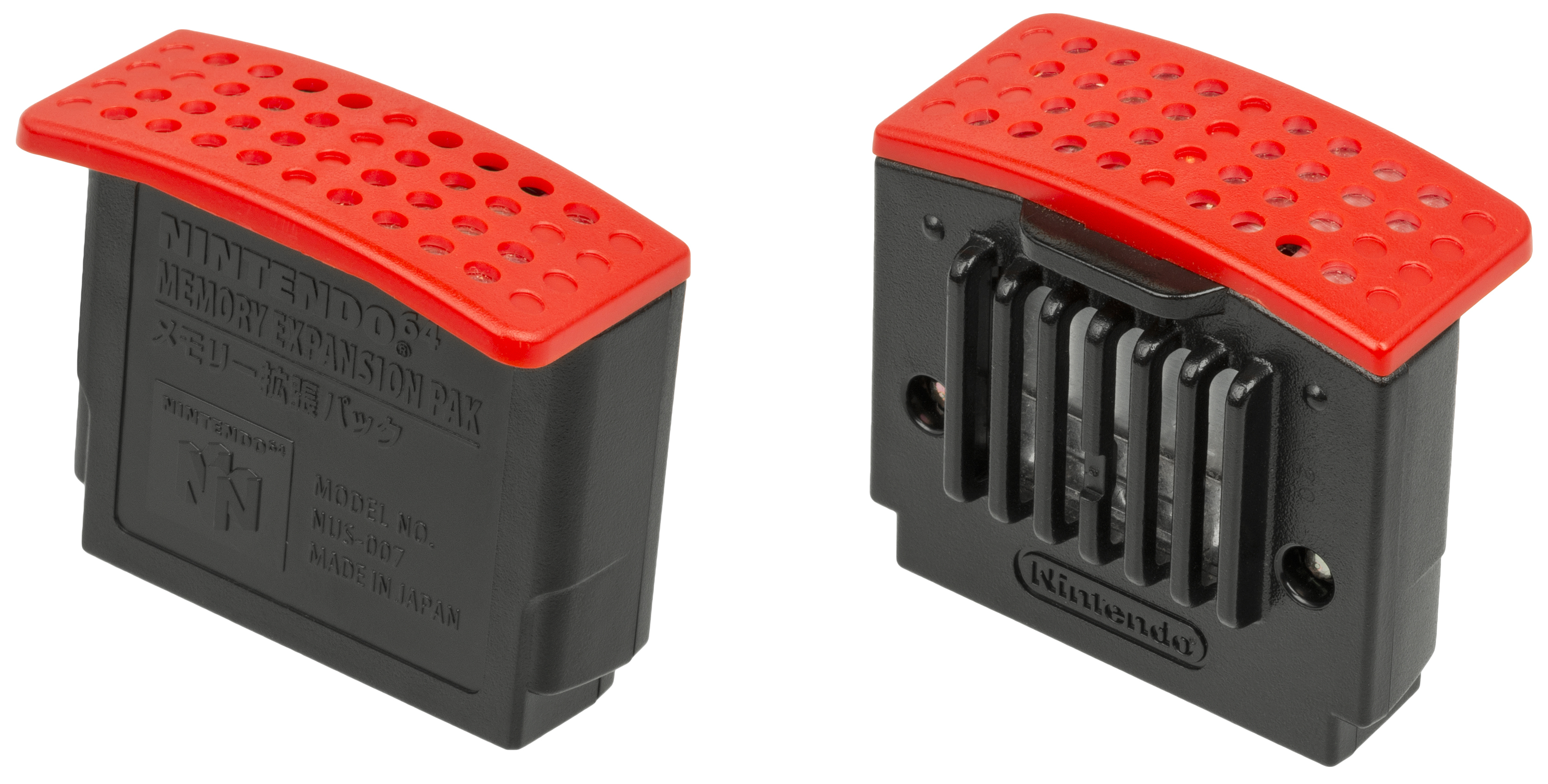
Se requiere el Expansion Pak para acceder a la campaña del juego y a la mayoría de las funciones multijugador

Cuando comenzó la producción del juego, los desarrolladores actualizaron el motor del juego GoldenEye 007 con nuevas funciones y mejoras, como iluminación en tiempo real y compatibilidad con entornos más grandes y más texturas. Según Rare, solo quedó el 30 % del motor original, lo que proporciona un marco básico para construir niveles y animar personajes. Se construyó un nuevo sistema de movimiento que permitía a los jugadores caerse por los bordes. Otros avances incrementales incluyeron mejores efectos de cristales rotos, que permitirían a los jugadores disparar objetos como botellas de vino, y la inclusión de bots controlados por computadora en partidas multijugador. Se mejoró la inteligencia artificial para que los oponentes pudieran trabajar en equipo y sacar un arma secundaria cuando estaban desarmados. También se agregaron gritos de muerte y efectos gore más elaborados, que permiten que los disparos se dispersen y manchen la sangre de los enemigos en las paredes y objetos cercanos.
Originalmente, Hollis esperaba que la diferencia entre la luz y la oscuridad fuera una característica importante del juego, y el título pretendía reflejar este enfoque. El ingeniero de software Steve Ellis, quien había sido responsable de gran parte del modo multijugador de GoldenEye 007, implementó una linterna, pero finalmente no se incluyó en el juego debido a las limitaciones del hardware de Nintendo 64. En 2006, Hollis comentó que tales objetivos eran demasiado ambiciosos y afirmó que «incluso hoy en día, puedes ver a los desarrolladores de juegos luchar para hacer que la luz y la oscuridad sean fundamentales desde la perspectiva del juego». Sin embargo, el juego presenta una iluminación más avanzada que su predecesor. Por ejemplo, las luces se pueden disparar para crear áreas oscuras, los disparos y las explosiones iluminan las habitaciones dinámicamente, y el jugador puede usar gafas infrarrojas o de visión nocturna.
Hollis estuvo involucrado con Perfect Dark durante los primeros 14 meses de su ciclo de desarrollo de casi tres años, durante el cual el progreso no fue satisfactorio. Como explicó, «cada uno de nosotros pedía más de lo que el otro podía dar. Esta situación terminó con mi partida, y con un pesar muy profundo no pude ver Perfect Dark completo». La decisión de Hollis se produjo después de que su contrato de cuatro años con Rare estuviera a punto de expirar, y decidió no renovarlo porque quería dedicarse a otros intereses. Poco después de su salida en septiembre de 1998, cuatro miembros adicionales —Doak, Hilton, Ellis y el compositor Graeme Norgate— dejaron Rare para formar Free Radical Design, en parte porque no estaban satisfechos con el entorno de trabajo. Esto resultó en la pérdida de la mitad de la fuerza laboral y llevó a Rare a asignar más personas al equipo que quedaba en el proyecto, que al final se volvió tres veces más grande que el de GoldenEye 007. El programador Mark Edmonds fue ascendido a líder del equipo debido a su conocimiento del motor del juego. Aunque la historia y las ideas para el juego se mantuvieron intactas, el nuevo equipo contribuyó tanto al desarrollo que fue visto como un nuevo comienzo. El equipo trabajaba en un ambiente muy aislado y libre y no tenía un jefe de producción, horario, reuniones, presión comercial, o cualquier tipo de plazos. Según el artista Brett Jones: «La gente simplemente hacía cosas que pensaban que eran geniales y que funcionarían».
En la primavera de 1999, Rare trasladó su sede de una casa de campo en Twycross (Leicestershire), a su actual complejo de oficinas multimillonario. Aunque las ubicaciones están a unos minutos de distancia entre sí, la mudanza causó interrupciones menores para algunos. Rare instaló un estudio de captura de movimiento interno, que se utilizó para capturar animaciones exitosas y ciclos de caminata completos. El diseñador de juegos Duncan Botwood usó un par de tacones para interpretar a Joanna Dark en algunas sesiones, pero la artista de captura de movimiento Laurie Sage realizó la mayoría de sus movimientos. Muchos de los oponentes del juego se basaron en miembros del equipo de desarrollo, quienes también realizaron la captura de movimiento requerida para su animación. Se agregaron numerosos secretos al juego para impulsar los esfuerzos de exploración de los jugadores, incluido un trozo de queso escondido en cada nivel. Estos fueron colocados deliberadamente por uno de los editores de niveles como una rareza gráfica para la confusión del jugador. El juego tiene dos contraseñas ocultas: una que se encuentra al recoger un collar en un nivel y otra al alcanzar el rango más alto en el modo multijugador. Originalmente, Rare tenía la intención de que estos detalles accedieran a secciones protegidas con contraseña de sitios web promocionales y los usaran para un juego de realidad alternativa.
A medida que los desarrolladores seguían agregando funciones, el juego terminó usando toda la memoria adicional en sus consolas de depuración y se volvió demasiado grande para caber en los 4 MB estándar de memoria de acceso aleatorio (RAM) de Nintendo 64. Debido a que los desarrolladores no pudieron optimizarlo, utilizaron el paquete de expansión de Nintendo 64, que aumenta la memoria RAM de Nintendo 64 de 4 MB a 8 MB. Aunque se requiere el Expansion Pak para acceder a la campaña del juego y a la mayoría de las funciones multijugador, un subconjunto limitado de opciones de combate a muerte están disponibles sin el dispositivo: alrededor del 35 % del juego se puede jugar sin un Expansion Pak, según se estima en el manual de instrucciones del juego. El Expansion Pak permite que el juego se juegue opcionalmente en un modo de «alta resolución» 480i. El modo Counter-Operative demostró ser difícil de implementar y provocó que el juego se retrasara. La naturaleza iterativa del desarrollo del juego llevó a Hollis a describir el número máximo de opciones multijugador como «una amplia gama de funciones que nunca había planeado».
Cortar del juego era una función que permitía a los jugadores colocar una fotografía de su elección en la cara de su personaje multijugador. Las fotos habrían sido tomadas por el accesorio Game Boy Camera y transferidas directamente al juego a través de un Transfer Pak de Nintendo 64. Luego podrían recortarse o manipularse con un editor del juego y asignarse a la cabeza poligonal de un personaje multijugador. Las fotos también se pueden guardar en el cartucho del juego o en un Controller Pak para compartir entre juegos. Aunque el productor del lado de Nintendo de Rare, Ken Lobb, declaró originalmente que la función se eliminó debido a dificultades técnicas, se reveló que la razón real eran problemas delicados relacionados con la capacidad de los jugadores para atacar imágenes de personas reales. La decisión de Rare se produjo después de los ataques recientes, como la masacre de Columbine High School, cuando se introdujeron nuevas leyes de censura en los Estados Unidos.
La banda sonora fue compuesta principalmente por Grant Kirkhope, quien reemplazó a Norgate después de su partida. Escribir música de ciencia ficción fue una experiencia nueva y placentera para Kirkhope, ya que en ese momento había trabajado principalmente en Banjo-Kazooie. Si bien se inspiró en Blade Runner y el silbido del tema principal de The X Files, reutilizó gran parte del conjunto de muestras de Norgate, especialmente los peculiares ruidos de ciencia ficción que había creado. Una de las pocas contribuciones de Norgate a la partitura final de Perfect Dark fue el tema del primer nivel. Un tercer compositor, David Clynick, compuso la secuencia cinematográfica del juego mientras Kirkhope trabajaba en Donkey Kong 64 y Banjo-Tooie. El juego es compatible con pantalla panorámica de 16x9 y sonido envolvente Dolby, y cuenta con actuación de voz para todos los diálogos del juego y de las escenas. Nintendo quería que una actriz estadounidense hiciera la voz de Joanna Dark, pero el papel finalmente fue para la compositora Eveline Fischer. Debido a que Perfect Dark presenta más de 45 minutos de escenas con voz, el juego se envió en un cartucho de 32 MB.

## Mercadotecnia y lanzamiento
Aunque se confirmó que se estaba desarrollando una continuación de GoldenEye 007 a principios de 1998, Perfect Dark se presentó formalmente como el juego principal de Nintendo en el E3 1998 en Atlanta (Georgia). Originalmente programado para un lanzamiento en el verano de 1999 y más tarde en diciembre del mismo año, Perfect Dark fue muy seguido en las revistas de videojuegos, y la Official Nintendo Magazine predijo que sería «el mejor juego de disparos de este siglo». Una versión funcional del juego apareció en la European Computer Trade Show en septiembre de 1998; N64 Magazine describió la vista previa como «el tipo de atención al detalle que tenía a todos los que lo vieron babeando». Una versión más completa se presentó en el E3 de mayo de 1999, donde se anunció la compatibilidad del juego con Game Boy Camera, y en Nintendo Space World en agosto de 1999, junto con Donkey Kong 64 y Jet Force Gemini. Poco antes del lanzamiento, Rare presentó un sitio web para la empresa del juego dataDyne para promover el interés en la historia. El juego tenía un presupuesto de marketing de 10 millones de dólares.
Perfect Dark se lanzó por primera vez en Norteamérica el 22 de mayo de 2000. Nintendo organizó una serie de trucos publicitarios, incluida la contratación de la modelo Michele Merkin, que apareció como Joanna Dark en comerciales y promociones en tiendas. El juego recibió una clasificación para adultos de la Entertainment Software Rating Board, particularmente por su contenido gráfico y lenguaje para adultos. Esto generó cierta controversia porque Nintendo tiene la reputación de ofrecer juegos family-friendly. El lanzamiento europeo siguió el 30 de junio de 2000. Para complementar el juego, Rare lanzó una contraparte de Game Boy Color, también titulada Perfect Dark, poco después. El juego de Game Boy Color cuenta con un modo de compatibilidad que permite desbloquear ciertos trucos dentro del juego de Nintendo 64 a través del Transfer Pak. En Japón, Perfect Dark fue lanzado el 21 de octubre de 2000.
Perfect Dark presenta una carátula diferente para cada lanzamiento regional. El director de arte de Rare, Kev Bayliss, quien creó las obras de arte norteamericanas y europeas, diseñó la versión norteamericana en un día porque Rare la necesitaba muy rápido. Luego creó un modelo de Joanna Dark más adecuado para la versión europea y todo el material promocional de la época. Para el lanzamiento en Japón, Nintendo solicitó una imagen completamente diferente, quien originalmente consideró lanzar el juego en Japón bajo el título «Aka to Kuro» (赤と黒?  lit. «Rojo y Negro»). «Perfect Dark» no se traduce bien al japonés, y el título «Aka to Kuro» se consideró lo suficientemente tenso. El juego finalmente se lanzó como パーフェクト・ダーク ( Pāfekuto Dāku?), una transliteración del título occidental.
Según el sistema de seguimiento de encuestas minoristas de juguetes de NPD, Perfect Dark fue el segundo juego más vendido de mayo de 2000 en América del Norte, detrás de Pokémon Trading Card Game. El lanzamiento japonés registró ventas por un total de 35 000 unidades en su primera semana. Como éxito de ventas, Perfect Dark se unió a la selección de juegos «Player's Choice» de Nintendo el 21 de diciembre de 2000. El juego se vendió relativamente bien durante la temporada navideña del año y alcanzó el puesto 23 en la lista de todos los formatos para la semana del 24 de diciembre de 2000. En marzo de 2003, Perfect Dark había vendido casi 1,3 millones de copias en los Estados Unidos y 77 000 copias en Japón. Las ventas totales en los Estados Unidos alcanzaron los 1,5 millones en diciembre de 2007. En una entrevista de 2011 con Eurogamer, el diseñador de juegos Chris Tilston reveló que las ventas de por vida del juego alcanzaron los 3,2 millones, pero no aclaró si la cifra representaba las unidades enviadas a los minoristas.

## Recepción
Perfect Dark recibió elogios de la crítica de publicaciones sobre videojuegos. Los aspectos más reconocidos fueron sus gráficos, inteligencia artificial y la cantidad de opciones multijugador. GameSpot afirmó que, como juego de disparos en primera persona para consola, Perfect Dark no tiene paralelo, mientras que el periodista de IGN Matt Casamassina comentó que sus amplias funciones diferencian al juego de sus pares. Del mismo modo, N64 Magazine describió a Perfect Dark como «enormemente enorme» y afirmó que «toma todo lo que convirtió a su predecesor en un favorito tan duradero y lo hace más grande, mejor y con más frecuencia» Edge concluyó que, aunque no logra ser tan revolucionario como su predecesor, refina su «jugabilidad fenomenal mientras desarrolla masivamente sus componentes multijugador». Los editores de Nintendo Power lo llamaron «sin lugar a dudas una obra de arte», lleno de suspenso, «más convincente que la mayoría de las películas de acción y mucho más profundo que cualquier videojuego de su tipo».
Los gráficos fueron elogiados por su iluminación dinámica, geometría compleja, texturas variadas y animaciones fluidas. IGN comentó que los niveles eran más detallados que en GoldenEye 007 y que los modelos de personajes y las armas estaban bien animados. GameRevolution destacó el aspecto semirrealista y añadió que «se suma a la profundidad y la adicción al juego». Se consideró que las escenas con voz del juego, los efectos de sonido envolvente y la partitura atmosférica, descrita como una mezcla entre la banda sonora de Blade Runner de Vangelis y GoldenEye 007, dieron vida al juego de manera efectiva. The Electric Playground le dio crédito a Rare por poder incluir una experiencia de sonido tan claro en el espacio limitado de un cartucho de Nintendo 64.
La crítica destacó la jugabilidad por la desafiante inteligencia artificial de los enemigos y el variado diseño de niveles. También hubo buenas reseñas para los personajes de los enemigos por su uso de tácticas de escuadrón, la capacidad de esperar a que los jugadores regresaran en lugar de perseguirlos obedientemente y por agacharse en una esquina para cubrirse. Al igual que con GoldenEye 007, el enfoque no lineal del juego para completar los objetivos de la misión se destacó positivamente, dando a los jugadores la libertad de lidiar con las situaciones como mejor les pareciera. El modo multijugador fue visto como el aspecto más fuerte del juego. Los revisores notaron que la flexibilidad de las opciones, la cantidad de modos de juego, las armas «inteligentes», la cantidad de funciones desbloqueables y los bots personalizables controlados por computadora otorgaron al juego una cantidad sin precedentes de rejugabilidad. GamePro calificó el modo Counter-Operative como uno de los «modos multijugador más geniales de la historia» y declaró que el jugador como Joanna nunca sabe qué enemigo controla el jugador contrario.
Por otro lado, la velocidad de fotogramas inconsistente fue criticada con frecuencia. Según el autor de Trigger Happy, Steven Poole, la «resolución temporal inadecuada del juego, debido a una elección equivocada de privilegiar los detalles visuales sobre la velocidad de fotogramas, hizo que no se pudiera jugar en niveles de dificultad más altos». Los editores de IGN observaron que la velocidad de fotogramas puede ser entrecortada en áreas grandes o entornos con muchos personajes en pantalla, pero sintieron que estaban atrapados en el juego con demasiada frecuencia como para notarlo o estaban dispuestos a perdonarlo. Poole describió el «fetichismo perezoso de la ciencia ficción» del diseño de personajes de Joanna Dark como «un intento descarado y condenado al fracaso de robar el trueno de Lara Croft», y argumentó que ilustraba los desafíos de caracterizar a los protagonistas de los juegos de disparos en primera persona, problema que GoldenEye 007 había evitado utilizando al ya conocido personaje James Bond.
En los premios Best and Worst of 2000, los editores de GameSpot premiaron a Perfect Dark como mejor juego de Nintendo 64 y mejor juego de disparos, y lo nominaron en la categoría de mejor juego multijugador. Rare fue reconocido por su trabajo y recibió el premio BAFTA Interactive Entertainment Moving Images Award en 2000 y el Golden Satellite al mejor producto interactivo en 2001.

## Legado
Poco después del lanzamiento de Perfect Dark, Rare planeó desarrollar un título «hermano», llamado Velvet Dark, para la Nintendo 64 o su sucesora, la GameCube, pero el proyecto nunca pasó de la preproducción y finalmente se abandonó. El nombre de «Velvet Dark» hace referencia a la supuesta hermana de Joanna Dark, el personaje del que los jugadores asumen el papel en el modo cooperativo del juego, quien hubiera sido la protagonista del juego. Mientras tanto, Free Radical Design lanzó TimeSplitters para PlayStation 2 en octubre de 2000, un juego de disparos en primera persona basado en un motor completamente nuevo. TimeSplitters tiene varias similitudes de juego y presentación con GoldenEye 007 y Perfect Dark, incluido un sistema de puntería similar y opciones desbloqueables a través de la finalización rápida de niveles. Después de que Microsoft comprara Rare en 2002, la compañía lanzó una precuela, Perfect Dark Zero, como título de lanzamiento para Xbox 360 en 2005. Aunque el juego recibió críticas generalmente positivas, algunas publicaciones sintieron que no cumplió con sus expectativas.
En un análisis retrospectivo, Edge reconoció que la velocidad de fotogramas del juego y otros elementos anticuados de su diseño lo hacían «casi imposible de jugar». La revista encontró la mentalidad ambiciosa que resultó en que las armas y los jugadores controlados por computadora estuvieran «diseñados para las posibilidades en lugar del equilibrio», uno de los aspectos más interesantes de Perfect Dark y la causa de su mayor problema: «La moderación [...] convirtió a Perfect Dark en una experiencia más estricta y enfocada, ayudó con esos problemas de velocidad de fotogramas y eliminó casi toda la diversión». La revista concluyó que, a pesar de que Perfect Dark no se destacó como un buen juego para jugar en 2009, «su corriente de ideas y provocación [...] sigue siendo sólida». En 2015, Den of Geek consideró a Perfect Dark «un juego que ha hecho más por el género de disparos de lo que a menudo se le atribuye», y dijo que el juego todavía estaba adelantado porque ningún juego había revitalizado sus ideas.
Desde su lanzamiento, el juego ha atraído a seguidores de élite que intentan constantemente hacer speedruns de sus niveles y batir récords mundiales. Estos registros son administrados por su sitio web e involucran a jugadores altamente calificados que explotan pequeñas inconsistencias en el juego. El juego se cita ocasionalmente como uno de los mejores videojuegos de todos los tiempos. En 2001, los editores de Electronic Gaming Monthly clasificaron a Perfect Dark en el puesto 65 de su lista de los 100 mejores juegos de todos los tiempos, mientras que Nintendo Power lo incluyó en su lista de 2006 de los 200 mejores juegos de Nintendo. En 2007, los editores de IGN colocaron el juego en el puesto 86 de su lista de los 100 mejores juegos de todos los tiempos y señalaron que «Todo lo que GoldenEye hizo genial, Perfect Dark también lo hizo, y algo más». De manera similar, Edge lo colocó en el número 28 en su lista de 2007 de los 100 mejores videojuegos —una lista votada por los lectores, el personal de Edge y los profesionales de la industria del juego—, y afirmó que el juego llevó la era de Nintendo 64 a un final satisfactorio. En 2009, Official Nintendo Magazine lo ubicó en el puesto 37 de una lista de los 100 mejores juegos de Nintendo.
En 2022, un fanático llamado Ryan Dwyer descompiló por completo la imagen ROM original en código fuente C, lo que permitió que el juego se transfiriera de manera extraoficial a varias plataformas. Se lanzó un port para PC no oficial en 2023. The Initiative está desarrollando un reboot, también titulado Perfect Dark.

## Remasterización
En 2010 se lanzó una remasterización del juego, también titulada Perfect Dark, para Xbox 360 a través de su servicio de descarga Xbox Live Arcade, que presentaba una velocidad de fotogramas mejorada, gráficos mejorados y un modo multijugador en línea. Fue desarrollada por 4J Studios, el mismo estudio que anteriormente se encargó de las adaptaciones para Xbox 360 de los juegos de plataforma de Rare Banjo-Kazooie y Banjo-Tooie. El juego recibió críticas generalmente favorables de las publicaciones de juegos. Algunos críticos consideraron que el juego relativamente sin cambios estaba desactualizado, pero la mayoría estuvo de acuerdo en que el título era un renacimiento sólido de un clásico. En 2015, la remasterización se incluyó en la compilación de videojuegos Rare Replay para Xbox One.